# Louis Alexandre Berthier
Louis Alexandre Berthier, Príncipe de Neuchâtel (Versalles, 20 de noviembre de 1753 - Bamberg, 1 de junio de 1815). Mariscal de Francia, Vice-condestable de Francia desde 1808 y Jefe de Estado Mayor del Ejército francés, además de haber sido amigo personal de Bonaparte.

## Infancia y juventud

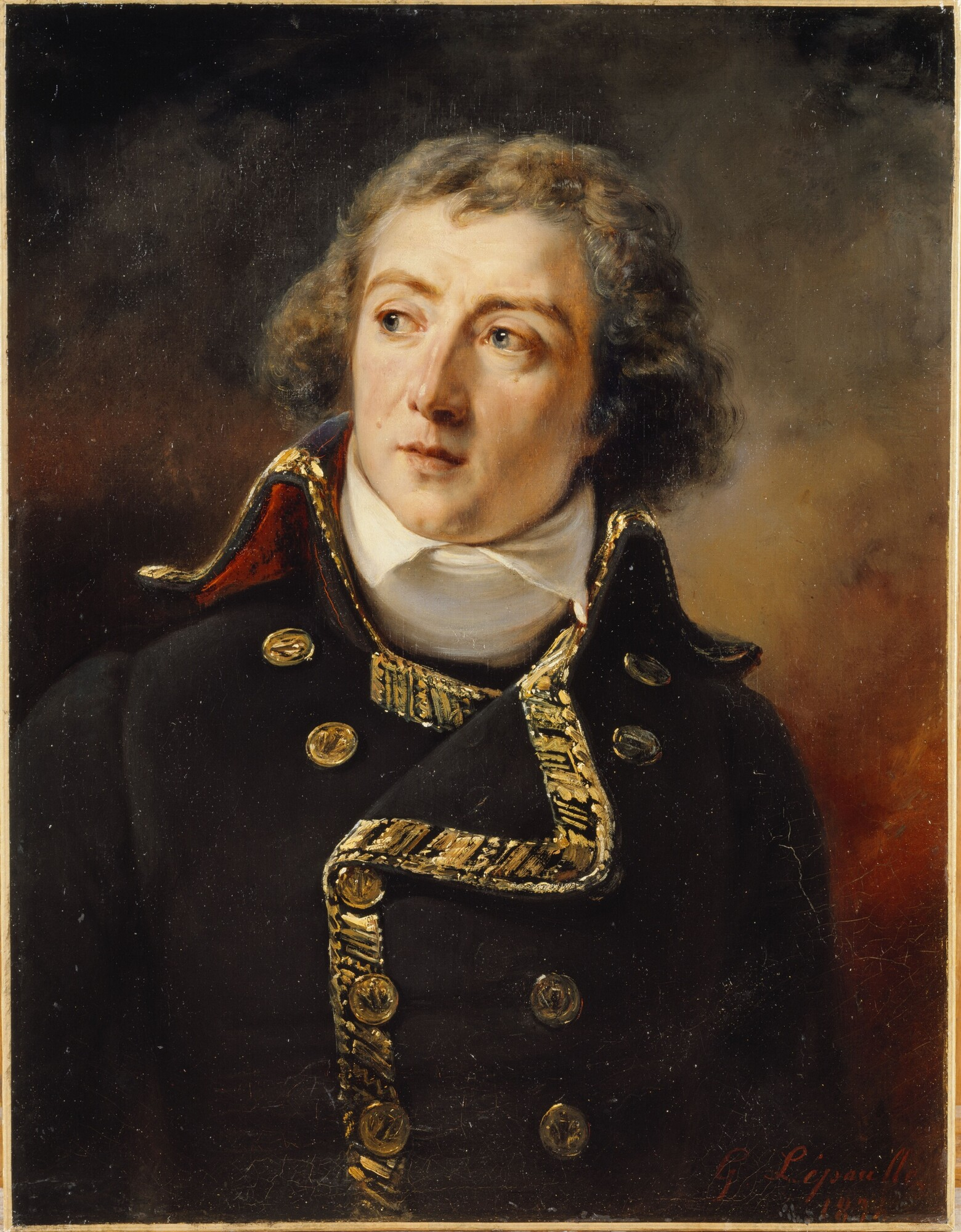
Louis Alexandre Berthier en 1792.

Desde su niñez, Berthier aprendió el arte militar gracias a su padre, Jean Baptiste Berthier, un oficial del cuerpo de ingenieros del ejército francés. Cuando tenía diecisiete años comenzó a servir en dicho cuerpo, pero pronto sería trasladado al estado mayor central y a los dragones del Príncipe de Lambesq. En 1780 fue destinado a Norteamérica con Rochambeau, como miembro del estado mayor del Marqués de La Fayette en la Guerra de Independencia de los Estados Unidos. A su regreso, habiendo logrado el ascenso a coronel, sirvió en varios puestos de Estado Mayor y en una expedición en Prusia.
Al estallar la Revolución francesa Berthier era el jefe de Estado Mayor de la Guardia Nacional de Versalles, de manera que se vio encargado de proteger las estancias reales y a la familia de Luis XVI, organizando la fuga de las tías del Rey en 1791.
En las campañas de 1792 Berthier sirvió con el Mariscal Nicolás Luckner, distinguiéndose en Argonne junto a Dumouriez y Kellermann en el puesto de jefe de Estado mayor. Se le asignó un nuevo destino para sofocar la Guerra de la Vendeé (1793-1795), donde se distinguió con honor. Sus méritos de guerra le valieron el ascenso a general de división y el nombramiento como jefe de Estado Mayor del Ejército de Italia en 1796. En esta campaña Berthier comenzará a trabajar con el hombre bajo cuyas órdenes alcanzaría el máximo prestigio y gloria: Napoleón Bonaparte.

## La mano derecha del emperador
La inagotable capacidad de Berthier para el trabajo, su exactitud, la comprensión rápida de las tácticas y estrategias de su comandante, combinadas con su experiencia y meticulosidad, lo convirtieron en el jefe de Estado mayor ideal para un hombre como Napoleón, que hizo de él su mano derecha. Tras las apabullantes victorias francesas sobre la Primera Coalición, en concreto sobre los austriacos, Berthier recibe de Bonaparte el mando del Ejército tras el Tratado de Campo Formio. Desde este puesto ordena ocupar Roma en 1798 y comienza a organizar la nueva República Romana en los territorios de los antiguos Estados Pontificios.
En estos meses de intensa actividad, a una orden de Napoleón, Berthier ordena apresar al Papa Pío VI y llevarlo como prisionero a Francia. Aunque fue tratado con todos los honores, se lo privó de todo poder político así como de la escolta de su Guardia Suiza, que fue sustituida por soldados de la República. El papa moriría un año después dejando vacante la sede pontificia. Esta actuación supuso el primer intento por parte de un estado para destruir el poder político de la Iglesia, como testimonió el propio Berthier, que declaró entonces: «Toda autoridad temporal que emane del antiguo gobierno del Papa ha de ser suprimida y éste no ha de volver a ejercer ninguna función semejante».
Sin embargo, los proyectos de Napoleón van mucho más allá de esta reforma en Italia y solicita a Berthier para el puesto de jefe de Estado Mayor en su nueva campaña, la campaña de Egipto. Así, Berthier renuncia a su cargo en Italia y se reincorpora a filas al lado de Bonaparte.
Pese a los éxitos iniciales de la expedición egipcia, Napoleón acaba aceptando la imposibilidad de mantener el control del país tras el desastre naval de Aboukir y organiza en secreto su huida a Francia. Dejando al general Kléber al mando del Ejército de Egipto, el futuro emperador informa a Berthier, Murat y Desaix de sus planes y todos ellos burlan el bloqueo inglés llegando a costas francesas a bordo de la fragata Muiron. Conocedor de la inestabilidad del gobierno, Napoleón planea junto a sus hermanos José y Luciano, Joachim Murat y el propio Berthier el golpe de Estado de 18 Brumaire. Tras el éxito del mismo y la creación del Consulado, Berthier recibe el Ministerio de Guerra.
Este hecho hace estallar la guerra de la Segunda Coalición, para la cual Berthier es nombrado Comandante Titular del Ejército de Reserva. Desde dicho puesto participa en la decisiva y victoriosa batalla de Marengo, donde será herido. Pese a ostentar oficialmente el título de comandante, la realidad fue que el primer cónsul Napoleón dirigió las tropas en el teatro de operaciones y el leal Berthier hizo las veces de jefe de Estado mayor. Tras el fin de la guerra Napoleón otorgó a su lugarteniente nuevas responsabilidades civiles y diplomáticas. En virtud de ellas viaja a España, donde negocia y finalmente firma el 1 de octubre de 1800 el tratado de San Ildefonso, por el cual España cedía a Francia toda Luisiana.
Tras proclamarse Emperador, en mayo de 1804 Napoleón concede a Berthier el título y los honores de Primer Mariscal del Imperio Francés y lo condecora con la Legión de Honor. Siempre al lado de su maestro, Berthier participó en las campañas de Austerlitz, Jena y Friedland, recibiendo en todas ellas honores militares. Fue hecho Duque de Valengin en 1806, luego Príncipe soberano de Neuchâtel y solo un año después, en 1807, Napoleón aumentó sus privilegios nombrándolo Vice-Condestable de Francia (dejando su cargo de Ministro). En 1808 sirvió en la Guerra de la Independencia española, pero volvió a ser reclamado para el estado mayor del Emperador durante la guerra contra la Quinta Coalición en 1809. Estuvo a punto de morir en la batalla de Wagram cuando la metralla disparada por un cañón mató a su caballo y lo derribó, pero salió ileso, exigió otra montura y continuó con sus funciones durante el combate. Como premio por su valor Napoleón le dio el título de Príncipe de Wagram y le permitió desposarse con María de Baviera, sobrina del duque Guillermo, gobernante de dicho Estado.

Escudo de amas de Berthier, Mariscal de Francia y príncipe de Neuchâtel.

## Derrotas y retiro
Siempre al lado de Bonaparte, Berthier marchó con Napoleón en la Campaña de Rusia, iniciada en 1812. Tras la toma de Moscú aconseja un rápido abandono de la capital, preocupado por la enorme dificultad de mantener estable la cadena de suministros que unían al grueso del ejército con sus bases en Polonia. Pero entonces, de forma inesperada, llega a Moscú un convoy de víveres (el único que alcanzaría su destino en toda la guerra) y esto anima a Napoleón a desoír el consejo de sus edecanes y a mantenerse en la ciudad para forzar a los rusos a firmar la paz. Al lado del Emperador, consigue salir de Rusia tras la Batalla del Berezina, dedicándose de inmediato a reorganizar el ejército para la Campaña de Alemania de 1813, donde de nuevo sería jefe de Estado mayor. Sin embargo estamos ya ante el principio del fin de Napoleón, que volvería a ser derrotado en la Batalla de las Naciones debido a las sucesivas traiciones de sus hasta entonces aliados.
Quebrado el Imperio, austriacos, prusianos y rusos lanzan la invasión de Francia. Ayudado por Berthier, Napoleón reorganiza sus tropas y les sale al paso, derrotándoles en la Campaña de los Seis Días. Pese a estos triunfos, la traición del mariscal Auguste Marmont y la débil actuación de José Bonaparte, quien rinde París, prácticamente culminan la derrota francesa. Como consecuencia, varios mariscales de Napoleón se reúnen en Fontainebleau y redactan un texto en el que exigen su abdicación. Finalmente este se rinde y acepta exiliarse en Elba; como consecuencia, Berthier se retiró también a su pequeño estado, de 600 acres de tamaño. En este breve periodo disfrutó de varios meses de paz y sosiego, empleando su tiempo practicando la cetrería y la escultura.
Sin embargo, al producirse la Restauración de 1814, Berthier es llamado por Luis XVIII, con quien se reconcilia en Compiègne. El día de la entrada del nuevo monarca en París el 3 de mayo, es Berthier quien cabalga abriéndole camino. Agradecido por el gesto, el rey Borbón le concede el título de Par de Francia y le mantiene todos sus honores.

## Muerte y juicio histórico
Pese al exilio, los agentes de Napoleón contactan con Berthier y le informan de sus planes de fuga. Sin embargo Berthier guarda silencio y se mantiene a la espera. Esta vacilación le granjeó una doble desconfianza: por un lado la de Napoleón, que esperaba su ayuda, y por otro la del propio Luis XVIII, que esperaba una declaración de apoyo. Cuando finalmente Napoleón desembarca en suelo francés Berthier no acude a recibirle. Más entristecido que enfurecido, Napoleón borra su nombre de la lista de los mariscales. Al enterarse del castigo impuesto por parte de su antiguo amigo, Berthier sufre una profunda depresión y se retira a sus posesiones de Bamberg con su familia. El día 1 de junio cae desde una ventana del tercer piso de su castillo, perdiendo la vida en el acto.
Las causas de este súbito fallecimiento no están claras. Muchas fuentes dicen que fue asesinado y otras que él mismo se quitó la vida. Sí se sabe que uno de los objetivos de los invasores era impedir a toda cosa el reencuentro de Berthier con Napoleón. Los historiadores manejan dos hipótesis: Berthier podría haberse quitado la vida en pleno ataque depresivo, o bien se habría suicidado para evitar su captura por parte de los monárquicos y sus aliados extranjeros, que pretendían utilizarlo como medio para chantajear a Napoleón. Por otro lado, en tiempo de su muerte se dijo que había sido víctima de un crimen de estado perpetrado por los enemigos del Emperador, que para evitar su reconciliación decidieron asesinarlo. Enterado de su muerte, Napoleón estalló en llanto y exclamó: «¡Berthier muerto! ¡Berthier no! ¿Dónde están mis edecanes? ¿Dónde están Duroc, Lannes, Bessières, Desaix...? ¿Dónde está mi Berthier? Todos se han ido, y yo tengo que seguir solo...»
A la hora de hacer una valoración histórica de su carrera lo justo es decir que Berthier era un militar muy competente, pero no un brillante estratega. De hecho, durante la campaña de Baviera en 1809 su ejército sufrió varios retrasos que pudieron costar muy caros al Imperio. Aunque Berthier existió a la sombra de su maestro, el propio Napoleón reconocía que solo Berthier lograba entender sus deseos al pie de la letra y cumplirlos hasta el más mínimo detalle. De hecho, tras la batalla de Waterloo, Napoleón reflexionaría muchas veces acerca de su fatal desenlace y culparía de la derrota a la pésima gestión de su cadena de mando, de manera que siempre acababa sus reflexiones con el mismo lamento: «Ah, si solo hubiese tenido a Berthier... ¡de qué gran victoria estaríamos hablando!».
Su nombre está inscrito junto al de todos los grandes mariscales napoleónicos en el Arco del Triunfo de París.